# خوسيه إسبينوزا
خوسيه إسبينوزا (بالإسبانية: José Espinoza)‏ (مواليد 15 يونيو 1988) هو ملاكم فنزويلي، مثّل بلاده في الألعاب الأولمبية الصيفية 2012.

## روابط خارجية
خوسيه إسبينوزا على موقع أوليمبيديا (الإنجليزية)